# Ginkgo jiayinensis
Ginkgo jiayinensis Quan, Sun et Zhou, 2010 es una especie vegetal de porte arbóreo perteneciente al orden Ginkgoales. Esta planta es conocida a partir de los restos fósiles de sus hojas localizados en estratos pertenecientes a la Formación Wuyun, del periodo Daniense del Paleógeno inferior en las proximidades de la localidad de Jiayin en la provincia de Heilongjiang, China.
La anatomía conocida de la especie corresponde a sus hojas, bien conservadas. Estas hojas eran petioladas, con una forma general de abanico y margen entero, sin lóbulos marcados aunque con pequeñas muescas en el ápice. La lámina de la hoja posee células isodiamétricas, sin tricomas y la cutícula es sensiblemente más delgada en el haz. Se caracterizan por ser anfistomáticas, esto es que poseen estomas tanto en el haz como en el envés. En ambas zonas se pueden definir zonas estomatales, con gran concentración de estomas y no estomatales, con una baja concentración, observándose esta distribución mejor en el envés. Los estomas están distribuidos al azar y su orientación es aleatoria. La nervación observada está formada por venas subparalelas que dicotomizan y se distribuyen desde el peciolo hasta el margen.

## Descripción
Los restos fósiles de Ginkgo jiayinensis están formados por hasta 52 especímenes de hojas, de las cuales 11 se utilizaron para la descripción de la especie por encontrarse más completas. Asociadas a los fósiles se localizaron también restos de hojas de la especie Ginkgo adiantoides, muy común en la región. La principal característica que presenta Ginkgo jiayinensis respecto al resto de especies de su género es la posesión de una hoja anfistomática, bien observada gracias a la excepcional conservación de las cutículas del haz y el envés. La lámina de las hojas tiene forma de abanico a semicircular con entre 19 a 28 mm de longitud y entre 25 y 47 mm de anchura, con el margen entero presentando en el mejor de los casos pequeñas muescas superficiales en la zona del ápice. La zona basal de la lámina presenta dos márgenes rectos formando un ángulo de entre 60 y 190º. La venación de la hoja es visible desde la zona del peciolo al ápice con entre 11 y 14 venas dicótomamente ramificadas y subparalelas por cada 10 milímetros de superficie. Todas las hojas observadas son anfistomáticas, presentan estomas en ambas caras, sin patrón de distribución u orientación, con diferente morfología en el haz y el envés. La cutícula de la zona tanto abaxial como adaxial es siempre glabra, sin tricomas, con células isodiamétricas, triangulares o poligonales aunque algo más delgada en el haz.
El haz presenta una cutícula de unos 4 μm de espesor. Presenta tanto zonas estomatales, con estomas abundantes, como no estomatales, con muy pocos, aunque esta última es menos aparente que en el envés. La zona estomatal posee entre 160 y 390 μm de anchura y presenta una densidad de entre 105 y 108 estomas por mm² La zona no estomatal del haz tiene entre 81 y 203 μm de anchura correspondiente a entre 7 y 12 células epiteliales. Las células epiteliales del haz son alargadas, con las paredes celulares anticlinares son rectas o levemente onduladas mientras que las periclinares son irregulares. Los estomas del haz son bicíclicos o raramente tricíclicos. Tienen entre 59 y 78 μm de grosor y entre 65 y 75 μm de longitud. El envés, por su parte, presenta una cutícula de 4 μm de espesor. Posee zonas estomatales y no estomatales claramente diferenciadas, teniendo la primera entre 180 y 410 μm de anchura, y presenta células papilares y una densidad estomática de 104 estomas por mm². La zona no estomatal del envés tiene entre 92 y 241 μm de anchura y unas 13 a 17 células epiteliales. Las células epiteliales del envés son también alargadas pero sus paredes celulares anticlinares son siempre rectas y las periclinares convexas y papiladas. Los estomas son siempre monocíclicos con entre 41 y 47 μm de anchura y entre 32 y 38 μm de longitud.
Las células de guarda de los estomas de ambas cutículas se encuentran levemente hundidos en el tejido que las rodea y suelen presentar estriaciones radiadas en la cara interna de sus paredes celulares periclinares. Junto a las células de guarda aparecen entre 1 y 2 células accesorias polares trapezoidales de entre 11 y 31 μm de longitud y entre 7 y 28 μm de anchura. Las células accesorias laterales, de los estomas, entre 4 y 8 en el envés y entre 3 y 7 en el haz, son por lo general cuadrangulares a pentagonales con entre 41 y 66 μm de longitud y 14 a 25 μm de grosor.

## Hábitat y distribución
La única localidad conocida para la especie se encuentra en un yacimiento situado en una mina de carbón correspondiente a la formación Wuyun, cerca de la localidad de Jiayin en la provincia de Heilongjiang, China. La edad establecida mediante correlación bioestratigráfica y composición florística y palinológica es paleocena, con toda probabilidad correspondiente al Daniense. Los sedimentos correspondientes a esta formación, margas verdegrisáceas, limonitas y areniscas, se corresponden a un ecosistema lacustre profundo donde los fósiles aparecen relacionados con varias especies de crustáceos ostrácodos.

## Taxonomía y evolución
Etimológicamente la especie Ginkgo jiayinensis toma su nombre de género, Ginkgo, de una transliteración poco afortunada de su nombre en japonés, Gin an e Itsjò (albaricoque plateado) realizada por Engelbert Kaempfer, el primer europeo que conoció el Ginkgo biloba en Japón. Su epíteto específico, jiayinensis hace referencia a la transcripción fonética de la localidad de China en la que sus restos fueron localizados, Jiayin.
G. jiayinensis comparte la forma de la hoja y la estructura de la cutícula con las especies conocidas del cenozoico aunque se diferencia de estas, especialmente de la especie coetánea Ginkgo adiantoides que aparece en el mismo yacimiento, en la posesión de hojas anfistomáticas. Todas las especies del género conocidas con hojas anfistomáticas son de los periodos Jurásico y Cretácico, especialmente del Cretácico Superior (Ginkgo pilifera, G. transsenonicus, G. diminuta, Ginkgo shiguaiensis y G. taipingensis). Aunque en ocasiones se conoce la presencia de estomas en el haz de Ginkgo biloba estos aparecen siempre en hojas juveniles y limitados a la zona adyacente al peciolo. La uniforme distribución de los estomas de Ginkgo jiayinensis en todas las muestras conocidas, sea cual sea su tamaño, descarta la posibilidad de que su presencia este relacionada con la edad de la hoja.